# Gäddvikstjärnarna (Delsbo socken, Hälsingland, 684858-153527)
Gäddvikstjärnarna är en sjö i Hudiksvalls kommun i Hälsingland och ingår i Delångersåns huvudavrinningsområde. Sjön är 5,8 meter djup, har en yta på 0,01 kvadratkilometer och är belägen 172 meter över havet.